# Karien Vervoort
Catharina Laurentia Maria (Karien) Vervoort (Sint-Oedenrode, 23 september 1961) is een Nederlandse beeldhouwster.

## Leven en werk
Vervoort volgde opleidingen aan de Gerrit Rietveld Academie en de Jan van Eyck Academie. Ze woonde en werkte van 1987 tot 1994 als beeldhouwster in Amsterdam. In 1994 ging ze in Duitsland wonen, eerst in Berlijn en daarna in Wernburg.
Vervoort exposeerde regelmatig in Nederland, Duitsland en in 1990 in Boston. Haar werk is te vinden in het Stedelijk Museum in Amsterdam en in het Catharina Gasthuis in Gouda. Diverse van haar werken bevinden zich in bedrijfscollecties, zoals de ABNAMRO kunstcollectie en de kunstverzamelingen van Nationale-Nederlanden en Ernst & Young.

## Werken (selectie)
- Zonder titel - Almelo (1995)
- Denkmodel Nr.4 - Almere (1995)
- Zonder titel - Gouda (1993)
- Cup of Socrates - Gouda (1993)
- Zonder titel - Beeldenroute Maliebaan in Utrecht (1993)
- La Perspective Amoureuse - Hoofddorp (1991)
- Zonder titel - Goudse beeldenroute in Gouda (1991)
- Zonder titel - Amsterdam (1990)
- Zonder titel - Almere (1989)

## Fotogalerij

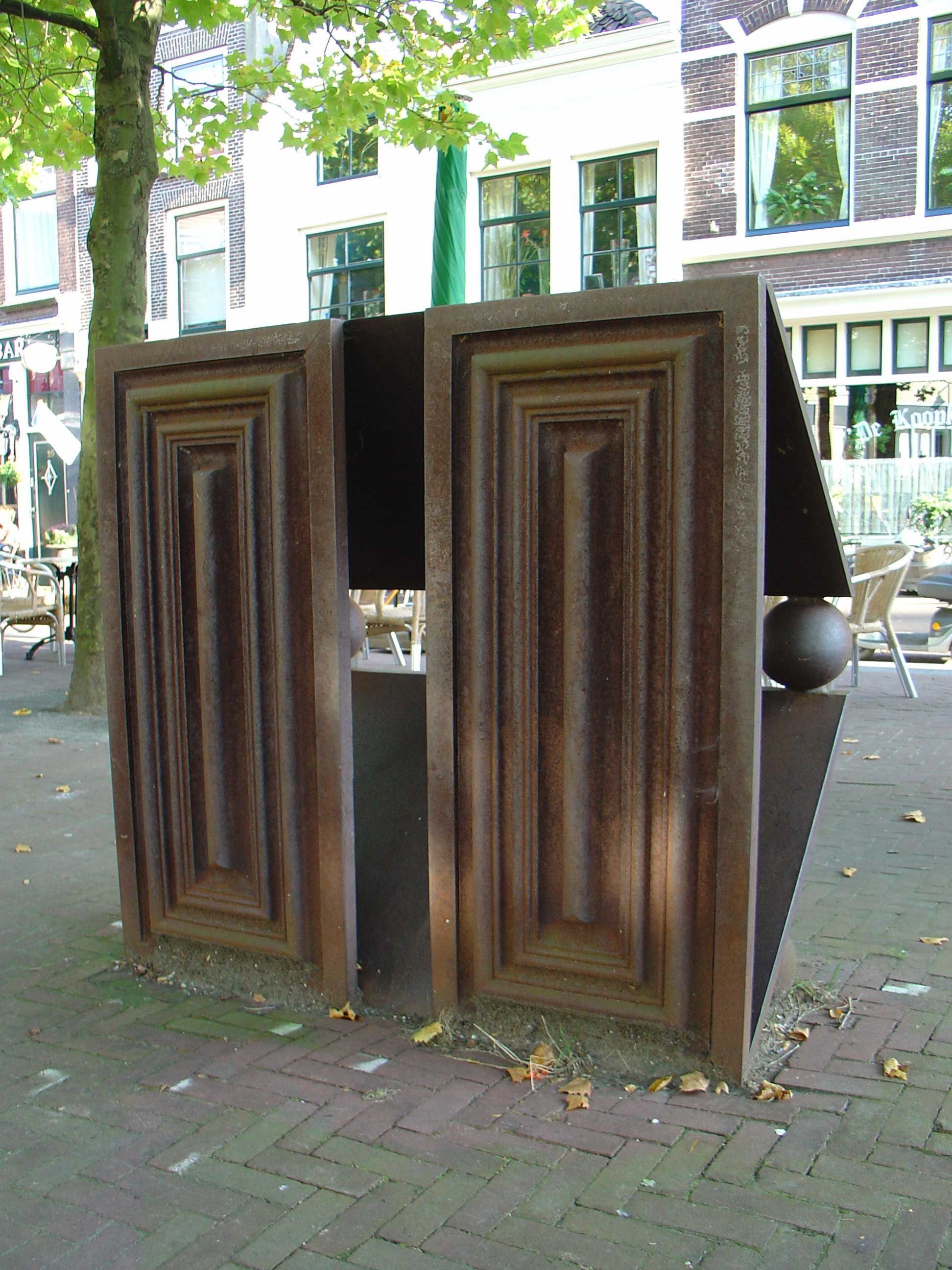
Zonder titel (1991) in Gouda
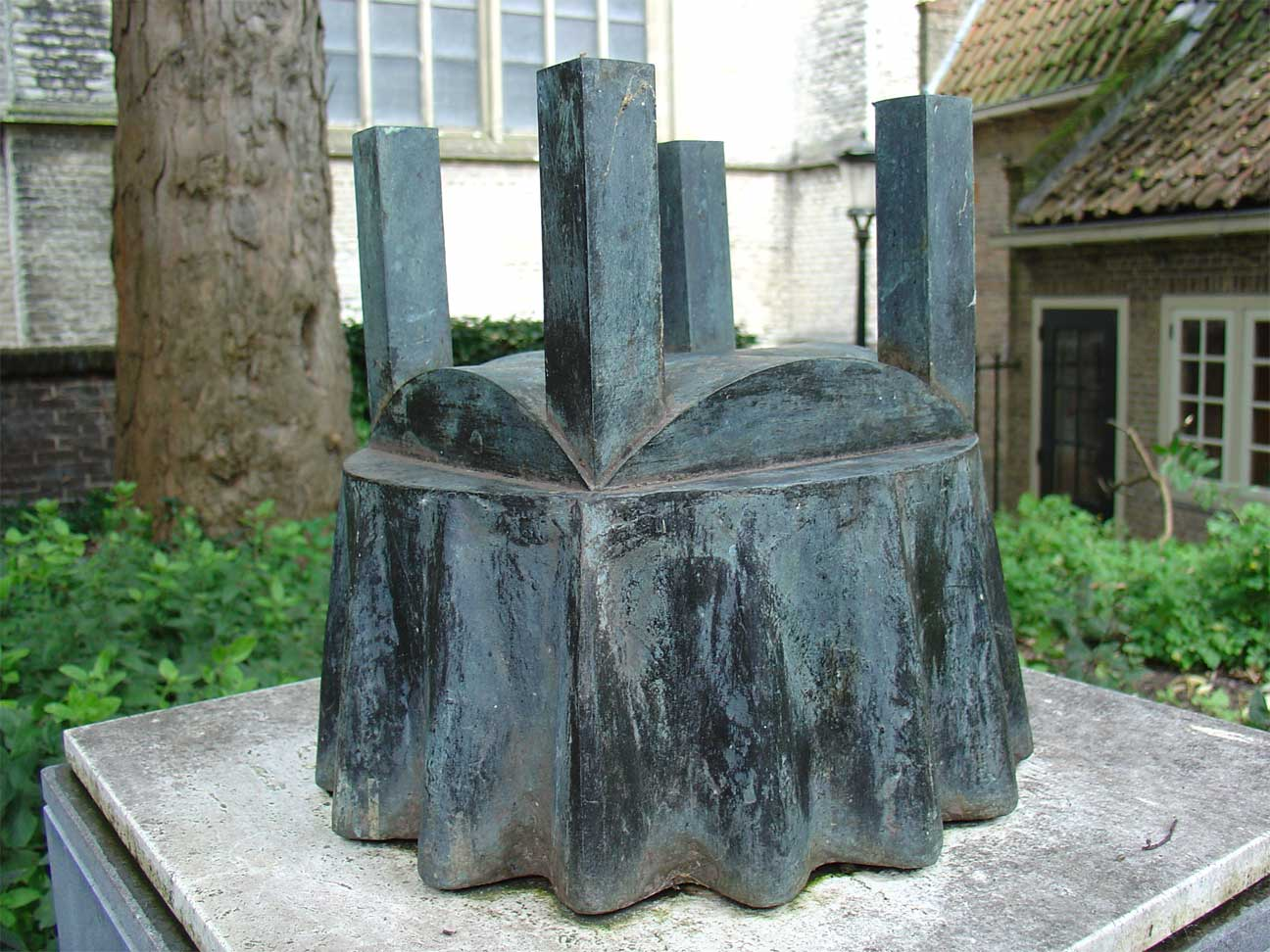
Zonder titel (1993) in Gouda
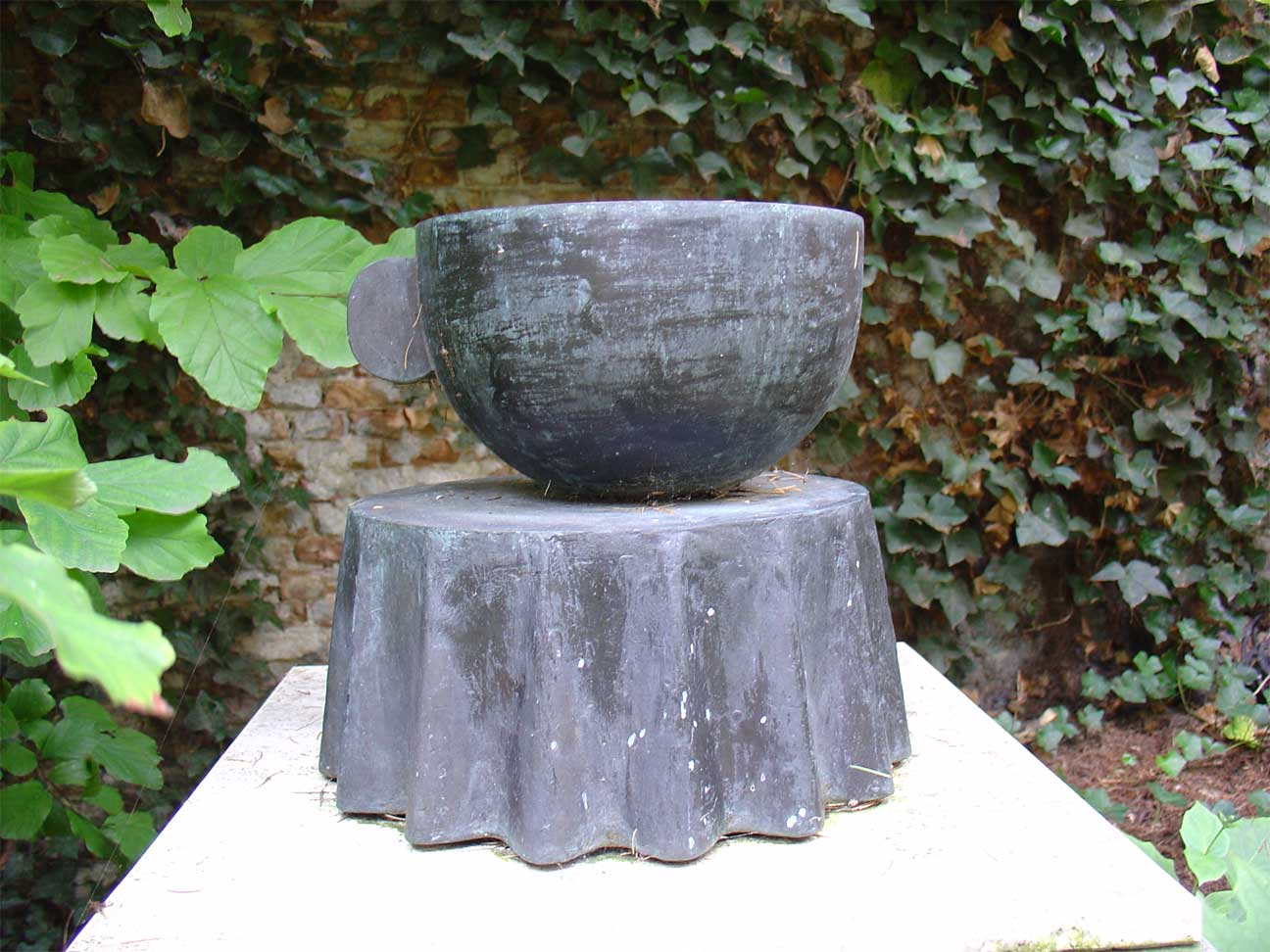
Cup of Socrates (1993) in Gouda
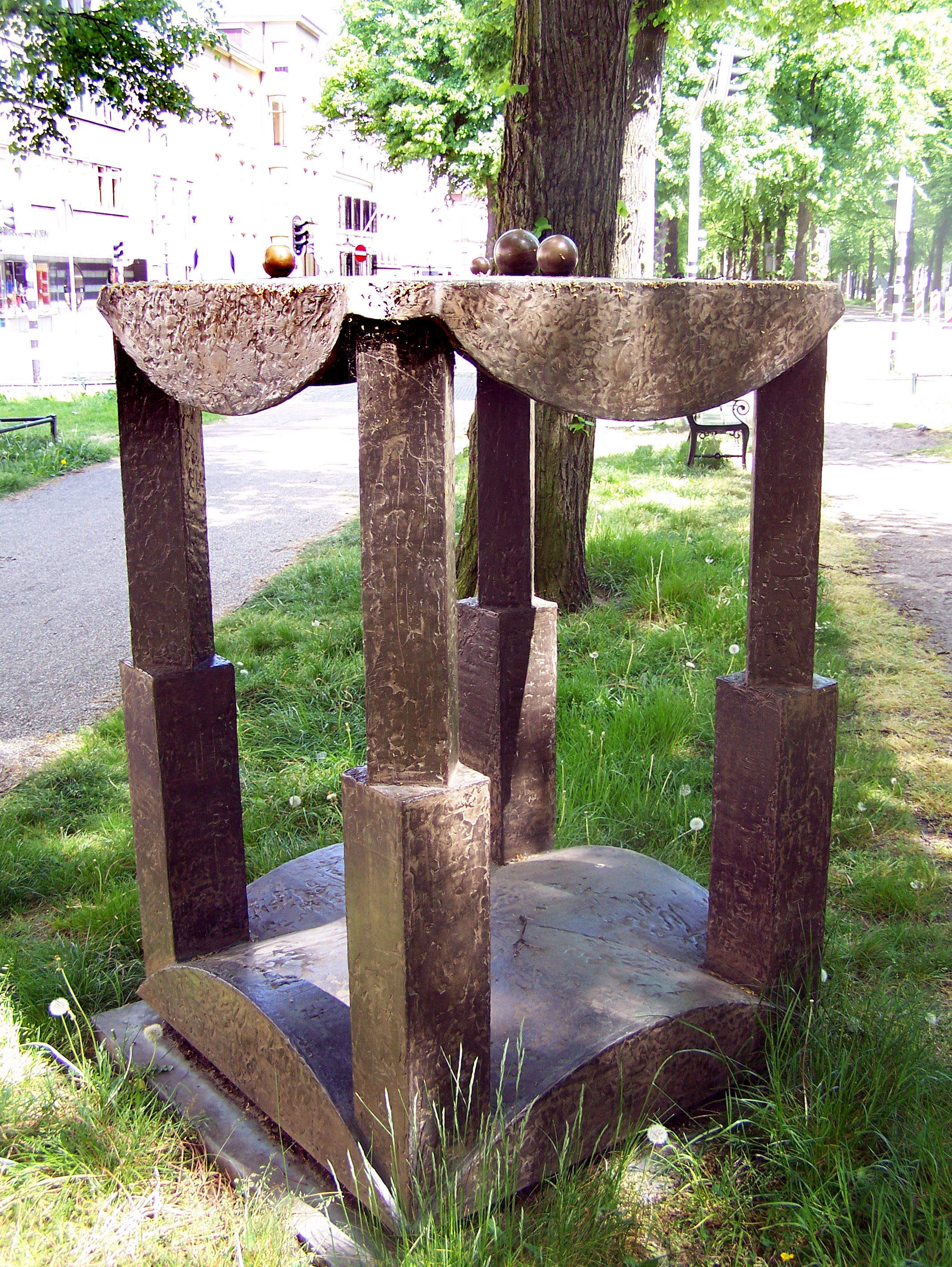
Zonder titel (1994) Maliebaan, Utrecht
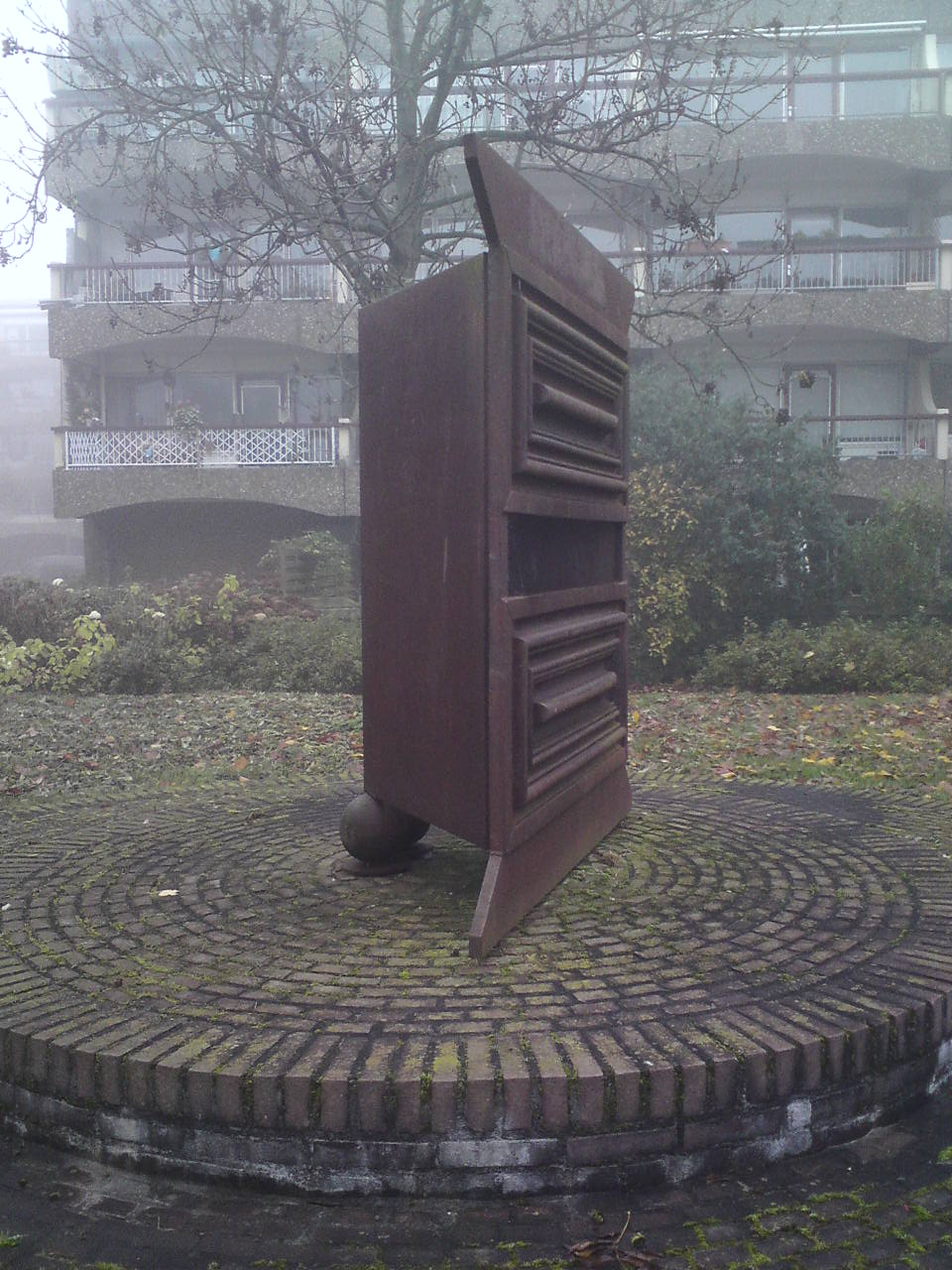
Kunstwerk op het Kattenburgerhof, Amsterdam